# Omphalotropis plicosa
Omphalotropis plicosa is een slakkensoort uit de familie van de Assimineidae. De wetenschappelijke naam van de soort is voor het eerst geldig gepubliceerd in 1852 door Pfeiffer.